# 北俄干涉
北俄干涉，又称北俄远征、大天使战役和摩尔曼部署，是十月革命后协约国武装干涉俄国内战的一部分。这次干预导致外国军队卷入俄国内战，外國軍隊站在俄国白军這一边。该介入最终失败，而英国领导的协约国武装在与布尔什维克进行了一系列作戰（例如布尔什奥泽尔基战役）后从俄罗斯北部撤出。该战役从1918年3月第一次世界大战的最后几个月一直持续到1919年10月。

## 干涉背后的原因

阿尔汉格尔斯克省

1917年3月，俄罗斯沙皇尼古拉二世退位并成立俄罗斯临时民主政府后，美国加入第一次世界大战。在得知德意志帝国试图说服墨西哥加入同盟国后，美国政府于四月向德意志帝国宣战（后来又向奥匈帝国宣战）。亚历山大·克伦斯基领导的俄罗斯临时政府承诺继续在东线与德意志帝国作战。作为回报，美国开始向俄罗斯临时政府提供经济和技术支持，以便他们能够履行军事承诺。
1917年6月18日，俄罗斯的克伦斯基攻势被德国的反攻粉碎。俄罗斯军队饱受兵变和逃兵之苦。仍在运输途中的盟军战争物资很快开始堆积在阿尔汉格尔斯克（大天使）和摩尔曼斯克不冻港的仓库中。为了让俄罗斯继续参战，英国皇家海军在坎普（Kemp）海军上将的领导下成立了英国北俄罗斯分舰队。
1917年10月，列宁领导的布尔什维克上台，建立俄罗斯苏维埃联邦社会主义共和国。五个月后，与德国签署了《布列斯特-立陶夫斯克條約》，正式结束了东线战争。这使得德国军队能够开始将部队重新部署到西线，而那里的英法军队已经精疲力竭，还没有得到美国远征军的支援。
恰逢条约签订，列宁亲自承诺，如果捷克斯洛伐克军团保持中立并离开俄罗斯，他们将在前往西线与盟军会合的途中安全通过西伯利亚。然而，当军团的50,000名成员沿着西伯利亞鐵路前往符拉迪沃斯托克时，只有一半人到达，协议破裂，并于1918年5月与布尔什维克发生战斗。同样令盟军担忧的是，1918年4月，德国军队的一个师在芬兰登陆，令人担心他们可能会试图占领摩尔曼斯克-彼得格勒铁路、摩尔曼斯克的战略港口，甚至可能占领阿尔汉格尔斯克市。人们还担心阿尔汉格尔斯克的大型军用物资仓库可能会落入德军的手中。
面对这些事件，英国和法国政府领导人决定西方盟军需要开始对北俄罗斯进行军事干预。他们有三个目标：希望防止阿尔汉格尔斯克的盟军战争物资储备落入德国或布尔什维克手中；发动攻势，营救被困西伯利亚大铁路沿线的捷克斯洛伐克军团，复兴东线；并在捷克斯洛伐克军团的协助下击败布尔什维克军队，扩大当地公民的反共力量。
由于严重缺乏备用部队，英国和法国要求美国总统伍德罗·威尔逊为所谓的北俄罗斯战役或盟军对北俄罗斯的干预提供美军。1918年7月，威尔逊不顾美国陆军部的建议，同意由美国陆军第339步兵团的一支特遣队有限地参加这场战役，该特遣队被匆忙组建为美国北俄罗斯远征军。被昵称为北极熊探险队。威尔逊在他的备忘录中为美国干预制定了指导方针，他说美国军队在俄罗斯的目的是“保衛俄羅斯軍隊隨後可能需要的軍事物資，並提供俄羅斯組織自衛時可以接受的援助”。

## 国际特遣队

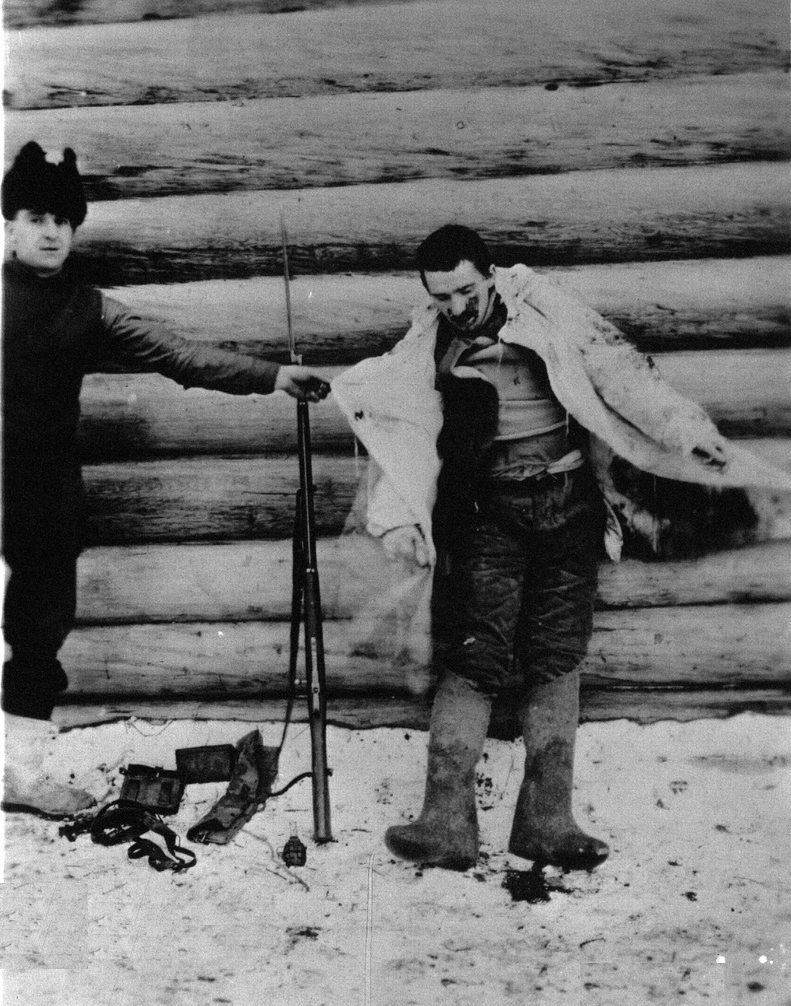
1919年1月8日，一名布尔什维克士兵被一名美国警卫枪杀

英国陆军大臣米尔纳勋爵任命弗雷德里克·C·普尔中将率领远征队前往阿尔汉格尔斯克，此前他曾在俄罗斯呆过两年。 
国际部队包括：

### 大英帝国
皇家海军：
- 一支由20多艘船只组成的舰队，其中包括水上飞机母舰“飛馬”号和“奈拉納”号船艦
- 皇家海军陆战队轻步兵第6营 (RMLI)， 

英国陆军：
- 总部要素， 
  - 2/10th（自行车）营，皇家苏格兰人， 
  - 达勒姆轻步兵第2/7营， 
    - 第 548（邓迪）陆军连，皇家工兵部队， 
    - 机枪军第253连，
    - 由经验丰富的雪橇犬员组成的加拿大雪橇犬公司

- 第236步兵旅， 
  - 国王（利物浦）团第17（军种）营（第1城） 
  - 格林·霍华兹第6（军种）营
  - 第13（军团）营，格林·霍华兹
  - 皇家苏塞克斯团第11（军种）营（南下第一营） 

- 第237步兵旅， 
  - “卡累利阿军团”由三个“纵队”组成，共3680名当地招募的卡累利阿人。 
  - 塞尔维亚军队有两个“纵队”，共1120人。 

- 第238步兵旅， 
  - 红色芬兰人的“芬兰军团”，由英国军官指挥。 
    - 伦敦团第29（伦敦市）营步兵连， 
    - 机枪军第253连的两个独立分队， 
    - 皇家工兵第548（邓迪）陆军连的两个独立分队， 
    - 第238战壕迫击炮连。

- 曼彻斯特团第52营，
- 以及皇家都柏林燧发枪团的成员。
- 斯拉夫-英国联合军团（SBAL）：一支由英国训练和领导的特遣队，主要由反布尔什维克的俄罗斯志愿者组成（包括戴尔营）。
- 加拿大野战炮兵（加拿大野战炮兵第16旅第67和68连） 

皇家空军：
- 该特遣队由Airco DH.4轰炸机、 Fairey Campania和Sopwith Baby水上飞机以及一架Sopwith Camel战斗机组成。  

#### 1919年援军
1919年5月下旬，英国北俄救援部队（英军）抵达，掩护英、美等反布尔什维克部队撤退。它主要由以下部分组成：
- 第45营和第46营，皇家燧发枪团， [c]
- 汉普郡团第二营， [25]
- 牛津郡和白金汉郡轻步兵第一营。 [25]
  - 机枪兵201营两个连，
  - 中国劳工军团的一个武装连[26]
  - 皇家驻军炮兵第55连，
  - 第240轻型战壕迫击炮连，
  - 第241轻型战壕迫击炮连，
  - 皇家工兵第250信号连，
  - 以及皇家工兵第385野战连。 [27]

### 美国

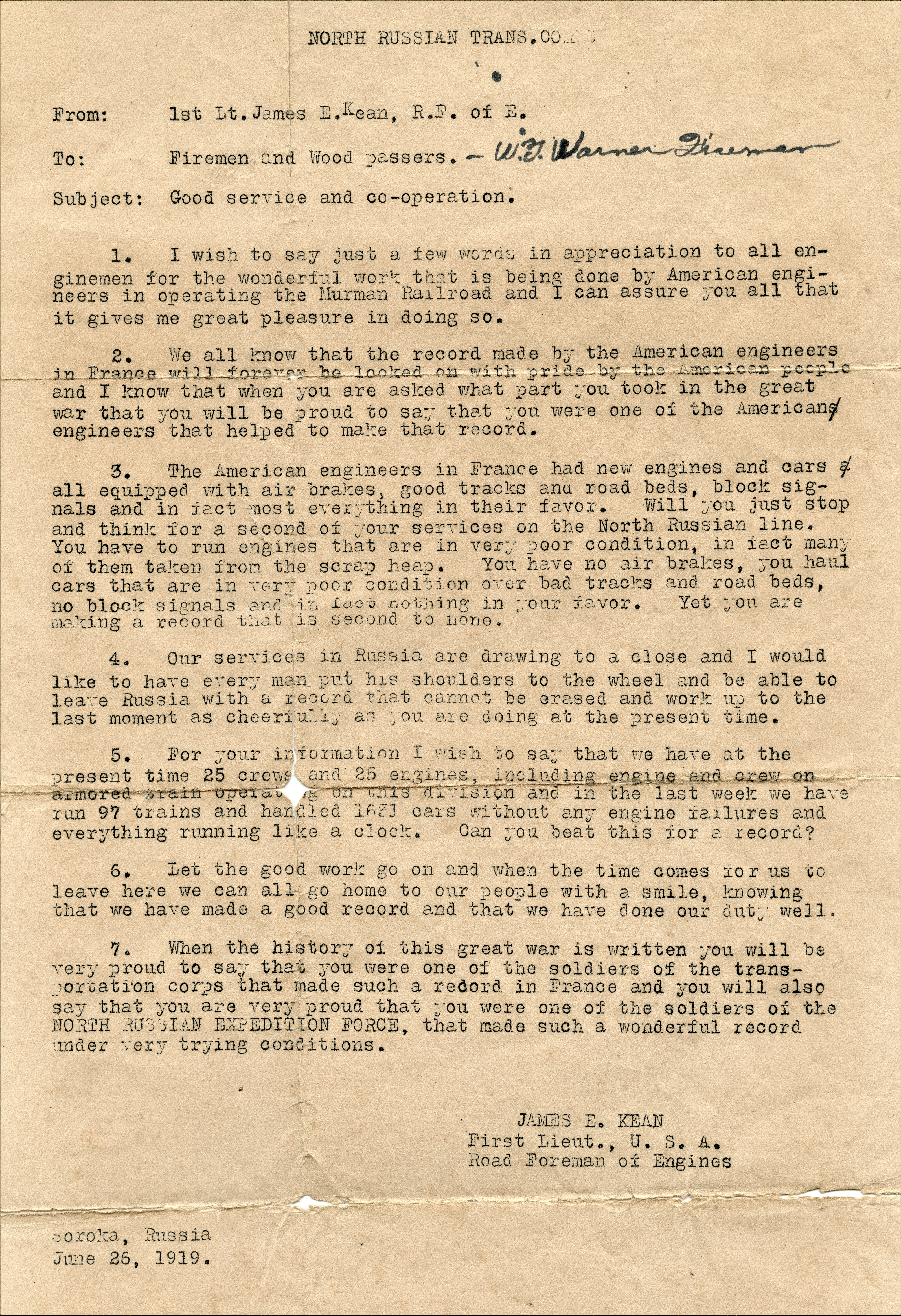
美国陆军中尉詹姆斯·E·基恩 (James E. Kean) 于1919年6月26日写的信，强调了他的部队在俄罗斯的使命

北俄罗斯远征军（又称北极熊远征军）：大约有5,000名来自美国陆军的人员， 包括：
- 第310工兵团，
- 第339步兵团，
- 第337野战医院，
- 和第337救护连。
- 还有第 167和168 铁路公司，被派往摩尔曼斯克运营摩尔曼斯克至彼得格勒线路。美国海军： “Olympia”号C-6 (6)巡洋舰“Olympia”号C-6 (6)1918年8月和9月期间的“Olympia”号C-6 (6)（包括英国海军部队的53名人员）

### 法国
主要是第21临时殖民地步兵营， 一个由滑雪部队、和工兵组成的连。第二殖民炮兵团的三个炮兵连（第61、62、63）提供支援火力。法国外籍军团的北俄罗斯营由反布尔什维克的俄罗斯志愿者组成，与SBAL一样，都是在当地招募的。由于他们的勇敢，他们分别被美国和英国授予一枚杰出服役十字勋章（美国） 和六枚军事奖章。 

### 意大利
其中有1,350人：位于摩尔马尼亚的意大利特种部队，由西福拉上校指挥。

### 俄罗斯
“白俄”部队包括北方军（以前是亚历山大·克伦斯基的俄罗斯临时政府的军队，由叶夫根尼·米勒将军领导）

### 其他国家
1,000名塞尔维亚和波兰步兵隶属于高尔察克海军上将在北方的部队（与他的西伯利亚部队不同，其中包括捷克斯洛伐克军团）。
30名捷克斯洛伐克志愿者，其中一部分直接在英国陆军服役，一部分从捷克斯洛伐克军团分离并附属于英国陆军。

## 敌对势力
与这些国际特遣隊相对立的是布尔什维克红六军和紅七軍，並联合组成了北部方面軍，该军在1918年5月的战斗准备不足。

## 摩尔曼斯克登陆
英国首次卷入战争是1918年3月上旬在摩尔曼斯克登陆。具有讽刺意味的是，英国首次登陆俄罗斯是应当地苏维埃的要求。由于担心德军袭击该镇，摩尔曼斯克苏维埃要求盟军登陆部队进行保护。1918年2月至3月德国入侵俄罗斯后，托洛茨基命令苏联接受盟军的援助。 1918年3月4日，即德国与布尔什维克政府签署布列斯特-立陶夫斯克条约的第二天，170名英国士兵抵达。
5月2日，英国军队参加了第一次军事交战。芬兰内战期间越过边境的一队白色芬兰占领了俄罗斯城镇佩琴加，人们担心白色芬蘭会将这座城镇交给德国人，然后德国人会将该海湾用作潜艇基地。德国人是白色芬兰的盟友，因为他们在内战期间一直在军事上协助他们。英国海军陆战队与红卫兵并肩作战，于5月10日占领该地区，造成多人伤亡。在这第一次交战中，英国军队与支持红军的白军作战。在接下来的几个月里，该地区的英国军队主要与白人芬兰人进行了小规模战斗和小规模冲突。该地区英军的指挥权交给少将查尔斯·梅纳德爵士。6月下旬，600名英军增援部队抵达。此时，苏联与盟国的关系已从不信任转变为公开的敌对。布尔什维克军队被派去控制摩尔曼斯克-彼得格勒铁路沿线的城镇，但在一系列小冲突中，盟军击退了进攻。这是盟军与红军之间的第一次真正的战斗。在坎达拉克沙还发现一列布尔什维克军队正在向北行驶，但梅纳德设法说服他们停下来，然后塞尔维亚增援部队到达并接管了火车。
9月，英国军队因1,200名意大利人以及加拿大和法国小营的到来而得到增援，此前英国军队主要只与白色芬兰进行了小规模战斗和小规模冲突。到初秋时，梅纳德领导下的英军在摩尔曼斯克地区的兵力也达到了6,000人。然而，11月11日，德国与盟国之间签署了停战协定，结束了第一次世界大战，这意味着重建东线战线的主要目标现在已经无关紧要。然而，英军并没有离开。从那时起，英国的唯一目标就是恢复白人政府并推翻布尔什维克的权力。

## 登陆阿尔汉格尔斯克

1918-19 年俄罗斯内战

1918年8月2日，沙皇上尉格奥尔基·卓别林领导的反布尔什维克势力在阿尔汉格尔斯克发动政变，反对当地苏维埃政府。英国外交官已前往该市准备入侵，普尔将军与卓别林协调了政变。盟军军舰从白海驶入港口。起初有一些抵抗，盟军船只遭到射击，但1,500名法国和英国军队很快占领了这座城市。北部地区政府由卓别林和民众革命家尼古拉·柴可夫斯基建立；然而，出于所有意图和目的，普尔将军管理了阿尔汉格尔斯克，宣布戒严并禁止悬挂红旗，尽管北部地区政府决定悬挂红旗。
8月初，英国媒体报道称，盟军已占领阿尔汉格尔斯克，但当时并未得到英国当局的正式证实。8月17日，据报道盟军已推进至奥涅加湾海岸。
阿尔汉格尔斯克以南的交通线是东边的北德维纳河，瓦加河，阿尔汉格尔斯克铁路，西边的奥涅加河，以及中部的约姆察河提供瓦加河和铁路之间的交通线。
大天使一被俘获，就准备沿着大天使-沃洛格达铁路向南推进。一辆装甲列车被委托支援进攻，8月18日，盟军和布尔什维克的装甲列车之间发生了一场战斗。
1918年9月，盟军占领了奥博泽尔斯卡亚，約100英里（160）在大天使以南。在袭击过程中，英国皇家空军为前进的盟军步兵提供空中支援，进行轰炸和扫射。
1918年9月4日，承诺的美军抵达。三个营的部队在工程师的支援下，在乔治·斯图尔特上校的指挥下，在阿尔汉格尔斯登陆。这支部队有4,500人。9月初，英国皇家空军还专门成立了一个中队，在阿尔汉格尔基地服役，配备了过时的RE8侦察轰炸机。

## 沿着北德维纳河前进
英国组建了一支由11艘浅水重炮舰（HMS M33、HMS Fox等）、扫雷舰和俄罗斯炮艇组成的河上部队，以使用瓦加河和北德维纳河交汇处的通航水域。大约30艘布尔什维克炮艇、水雷和武装汽艇对盟军造成了损失。
由莱昂内尔·萨德莱尔·杰克逊领导的盟军很快与波兰人和白卫军合并。北德维纳河两岸战斗十分激烈。河流部队通过由皇家海军陆战队领导的两栖攻击以及来自陆地和河流的协调炮兵支援，包抄了敌人的陆地阵地。他们的刘易斯机枪被证明是一种有效的武器，因为双方都只配备了栓动步枪。
2/10苏格兰皇家军队清理了德维纳河和瓦加河之间的三角地带，占领了一些村庄和俘虏。防御森严的普莱斯村无法受到正面攻击，因此“A”连在少一个排的情况下，试图穿过沼泽地进行侧翼进攻。第二天早上，连队到达普莱斯后面的卡尔戈宁，守军认为自己被大部队切断了联系，因此撤离了两个村庄。团历史学家将此描述为“一次以 B1 部队为主的相当引人注目的行军”。
9月中旬，盟军被赶出塞列茨科，三天后才重新夺回定居点。到9月下旬，皇家海军陆战队和2/10皇家苏格兰人已经到达尼涅-托伊姆斯基，事实证明，对于装备较轻的盟军来说，这里的实力太强大了。监视器在德维纳号结冰之前撤退，这支部队遭到了布尔什维克炮艇的炮击。10月初，博罗克村被占领，但在10月9日布尔什维克发动一系列袭击后，苏格兰人被迫从该村撤军。苏格兰人在保卫村庄的过程中损失了5名士兵。10月27日，盟军在托普萨附近的库利卡遭到伏击，造成至少27人死亡、数十人受伤，如果不是一支波兰人分遣队勇敢地掩护撤退，这个数字可能会更高。惊慌失措。盟军在冬季撤退至防御线，首先在加拿大野战炮兵连的帮助下击退了多次进攻，最终在11月11日发起了一次非常猛烈的进攻。英国皇家空军中队在德维纳河畔的别列兹尼克设立，配备RE8。与此同时，十月份布尔什维克与美国和法国军队之间的战斗在天使长-沃洛格达铁路沿线发生。美国铁路部队努力修复铁路线，以便沿线继续前进。
1918年冬季，盟军基本上没有活动，只建造碉堡，只派出冬季巡逻队。
1918年12月11日，白俄军队在北俄战役中第一次被派往前线，白俄军队发生了叛变。艾恩赛德将军下令枪杀头目。

## 与布尔什维克的冲突加剧和挫折

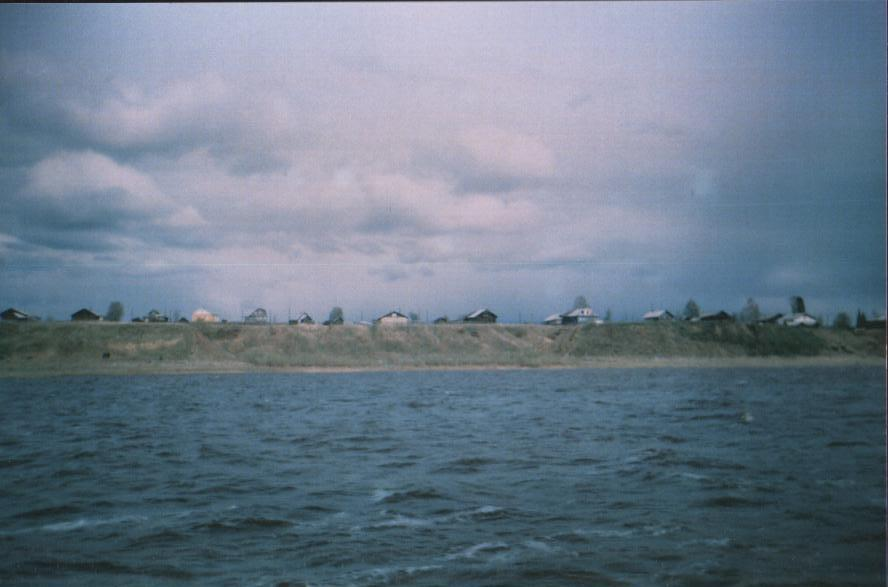
科涅茨戈耶，从北德维纳河眺望

四个月内，盟军的战果缩减了30—50（19—31英里）布尔什维克的攻击变得更加持续，沿着北德维纳和奥涅加湖地区。布尔什维克在1918年停战日沿北迪维纳前线发动了迄今为止最大规模的攻势，1918年停战日，库尔戈明-图尔加斯防线（1919年最后的防线）的图尔加斯战役（图尔加斯）发生了激烈的战斗。托洛茨基作为红军总司令，按照列宁的命令亲自指挥了这项任务。1,000名红军袭击了村庄，美国和苏格兰守军迅速被击退。野战医院被占领，大型防御炮台受到威胁，但经过激烈的肉搏战，红军被推离炮台。布尔什维克军队损失了多达650人，被杀、受伤或被俘，而美国人则损失了3人和17名苏格兰人。11月14日，盟军成功平息了布尔什维克的攻势。当与德国停战的消息传来时，阿尔汉格尔斯克的许多英国军队热切地期待着迅速从俄罗斯北部撤军，但他们的希望很快就破灭了。
1919年，布尔什维克在炮兵方面占据优势，在瓦加河仓促撤离的同时，重新发起攻势。2/10皇家苏格兰人的“A”连必须被派去增援瓦加河上一支重兵，他们驾着雪橇行军超过50英里（80），温度低于冰点40-60度。1919年1月 27日，阿尔汉格尔港收到消息称，布尔什维克向阿尔汉格尔-沃洛格达铁路上的英国阵地发射了毒气弹。英国媒体很快就宣布了布尔什维克使用毒气的消息。布尔什维克在北俄罗斯至少两次对英国人使用毒气弹，尽管其效果有限。
1月26日，在德维纳前线，图尔加斯遭到红军袭击。布尔什维克最初击退了美国和苏格兰的守军，但第二天早上，盟军在坚决的反击后重新夺回了定居点。布尔什维克在接下来的三天里继续进攻，直到盟军决定撤退，四天后他们撤离时放火焚烧了定居点。不久之后，盟军重新占领了该镇。到1919年初，布尔什维克沿德维纳河的进攻变得更加大规模。
1919年9月，河流部队监视器与布尔什维克炮艇进行了最后的成功交战。然而，两艘巨炮HMS M25和HMS M27在河流水位下降时无法向下游航行，于1919年9月16日被凿沉，以防止被布尔什维克军队捕获。
在摩尔曼斯克地区，英国人认为成功将布尔什维克赶下台的唯一方法是筹集、训练和装备一支庞大的白俄罗斯军队。然而，招募和征兵的尝试未能提供足够数量的兵力。因此，决定向南移动，占领人口更多的地区，以便征召新兵。1919年2月，当英国人对布尔什维克军队的进攻进行防御时，英国人决定发动攻势，旨在夺取更多领土，以便征召当地人入伍。这将是盟军和布尔什维克在摩尔曼斯克前线的首次重大行动。袭击于二月中旬发动，部队只有600人，其中大部分是加拿大人。在激烈的抵抗下，塞盖亚镇被占领，一半的红军驻军被杀、受伤或被俘。当线路被切断时，一列载有增援部队的布尔什维克火车被故意脱轨，任何逃跑的人都被机枪扫射身亡。在二月的攻势中，英军将红军逼到索罗科以外，一直向南到达奥林皮。尽管布尔什维克试图进行反击，但到2月20日为止，已有 3,000 平方英里的领土被占领。
9月22日，随着盟军撤军的进行，英国皇家苏格兰分遣队乘坐四艘渔船经河前往坎达拉克沙，以阻止芬兰布尔什维克针对那里的铁路进行的破坏行动。英军还未登陆就遭到伏击，伤亡惨重，13人死亡、4人受伤。结果，未受反对的布尔什维克摧毁了许多桥梁，暂时推迟了撤离。死者之一是来自约克郡奥姆斯比的一名列兵，他于9月26日因伤重不治身亡，他是最后一批在俄罗斯北部阵亡的英国军人。
1919年初，盟军在北部战线向南推进最远的是在瓦加河申库尔斯克和北德维纳的下托伊马的盟军特派团，在那里遇到了布尔什维克最强大的阵地。具有重要战略意义的城市申库尔斯克被英国指挥官艾恩赛德描述为继大天使之后“北俄罗斯最重要的城市”，他决心坚守阵地然而，1919年1月19日至20日的一场激烈战斗后，英国和盟军被驱逐出申库尔斯克，美军在此过程中损失了17名士兵。一支由450人组成的美国和白俄军队击退了规模三到四倍的布尔什维克军队，但在此过程中伤亡约50人。申库尔斯克战役在-45摄氏度的气温下进行。接下来的几天里，英国皇家空军的飞机执行了多次轰炸和侦察任务，以支持从申库尔斯克的撤军。申库尔斯克战役是战役中的一个关键转折点，盟军的失败使他们在接下来的几个月里在铁路和德维纳前线处于不利地位。 3月8日，布尔什维克决心将英国人从瓦加河上的阵地赶走，袭击了基萨。红军甚至使用毒气弹轰炸定居点，但所有攻击均被击退。然而，由于村庄的大部分地区被摧毁，并且盟军寡不敌众，因此决定撤退。
在大天使以南的铁路战线上，盟军正在逐渐推进。3月23日，英美军队袭击了Bolshie Ozerki村，但第一波袭击者被击退。第二天早上，命令继续进攻，但一些英军因已经有一段时间没有吃上热饭而提出抗议。4月2日，另一次进攻被击退。第二天，500名布尔什维克袭击了Shred Mekhrenga，但最终被击退，尽管英国人没有伤亡，但仍有100多名红军被杀。布尔什维克对塞尔茨科发动了另一次进攻，但那次进攻也失败了。布尔什维克在两次袭击中一天之内总共损失了 500人。
许多英国和外国军队经常拒绝战斗，布尔什维克发动攻击时相信，一旦指挥官被杀，一些英国军队甚至可能叛逃到他们一边。大量的白人叛变使盟军士兵士气低落，士气受到影响。盟军也受到了自己叛变的影响，英国约克郡军团和皇家海军陆战队以及美国和加拿大军队也在一些地点叛乱。4月，对布尔什维克对乌罗索泽罗发动了先发制人的打击。一列法国装甲列车炮击了该镇，随后该镇被占领，布尔什维克军队损失50名。随后，5月发起了一次重大攻势。5月8日，卡累利阿盟军阵地遭到袭击，造成8人死亡。5月15日，在向梅德韦日戈尔斯克推进的过程中，顽强的布尔什维克防御仅以刺刀冲锋结束。英国和布尔什维克的装甲列车随后发生了激烈的冲突，英国试图夺取更多当地铁路的控制权。5月21日，意大利军队和法国军队与英国军队一起推进，该镇最终被占领。五月的攻势从未将盟军带到该地区最大的城镇彼得罗扎沃茨克。
五月攻势之后，奥涅加湖周围发生了大量的空中活动。英国在蓝布士修建了一个机场，并引进了水上飞机以增加6架RE8飞机的力量。水上飞机轰炸了布尔什维克的船只，击沉了四艘并俘获了三艘，其中包括一艘装甲驱逐舰。
4月，英国国内开始为新成立的“北俄救援部队”进行公开招募，这是一支志愿部队，声称其唯一目的是保卫英国在俄罗斯的现有阵地。截至4月底，已有3,500人入伍，然后他们被派往俄罗斯北部。公众对组建这支部队的看法不一，一些报纸比其他报纸更支持。救援部队最终于5月下旬至6月抵达俄罗斯北部。
4月25日，一个白俄营发生叛变，在300人投向布尔什维克后，他们转而攻击位于图尔加斯的盟军。加拿大守军不得不撤退六英里到下一个村庄，那里的袭击最终在伤亡惨重后被击退。布尔什维克占领图尔加斯意味着红军现在占据了德维纳河左岸，距盟军防线10英里。 4月30日，布尔什维克舰队出现——29艘内河船只——并与5,500名士兵一起袭击了三个地区总共550名盟军士兵。只有精良的火炮才拯救了盟军，河流舰队最终撤退。图尔加斯最终被夺回。
5月和6月，1918年8月和9月抵达阿尔汉格尔斯克的原英军部队终于接到了回国的命令。6月初，法国军队撤出，皇家海军陆战队分队也被遣送回国，所有加拿大军队也被要求遣返。所有剩余的美军也纷纷回国。当其他人从他们周围撤退时，塞尔维亚军队（也许是梅纳德最好的步兵战士）变得不可靠。到7月3日，这家意大利公司已处于叛变的边缘，因为其人员对停战后这么长时间仍继续留在俄罗斯感到严重不满。7月中旬，美国铁路部队的两个连也全部撤出。自二月份以来，皇家海军陆战队一直对停战后被迫留在俄罗斯表示不满，并公开要求指挥官将他们遣送回国。他们向他们的军官发出了威胁信，称如果他们不被遣返，这些人将霸占第一列开往摩尔曼斯克的火车。整个 1919年，这些人越来越不愿意参加严重的军事行动
。驻扎在北部的法国和美国军队同样不愿意战斗，而在阿尔汉格尔斯的法国军队拒绝参加任何不仅仅是防御性的行动。六月期间，盟军和布尔什维克船只在奥涅加湖发生了小型海战。当英国水上飞机出现并发动攻击时，布尔什维克军队完全措手不及。卡尔塔什定居点在本月被占领。尽管在志愿服务时被告知他们只能用于防御目的，但还是在 6 月制定了计划，使用北俄罗斯救援部队的人员进行新的攻势，旨在夺取主要城市科特拉斯并与高尔察克的白军在西伯利亚。托普萨（Topsa）和特罗伊察（Troitsa）村庄在这场行动中被占领，150名布尔什维克被杀，450人被俘。然而，随着高尔察克的军队被迅速击退，科特拉斯的攻势被取消。
1919年7月上旬，英国指挥下的另一支白军叛变并杀害了英国军官，随后有100名士兵投奔布尔什维克。本月晚些时候，澳大利亚军队挫败了另一场白人叛变。7月20日，3,000名白军在主要城市奥涅加发生叛变，并将该城市移交给布尔什维克。这座城市的失守对盟军来说是一个重大打击，因为它是摩尔曼斯克战区和阿尔汉格尔战区之间唯一一条可用于运送物资和人员的陆路路线，在白军占领的那几个月里，这是一条特别重要的交通线。海面结冰，导致阿尔汉格尔格无法通行海上交通。这一事件导致英国人失去了对白军的所有剩余信任，并助长了撤军的愿望。很快就试图夺回这座城市，但在七月下旬的一次失败的袭击中，英国人不得不迫使白军分遣队在枪口下登陆该城，因为他们坚决不会参加任何战斗。在一艘盟军船上，5名在战斗中被俘的布尔什维克俘虏甚至在几乎没有抵抗的情况下暂时制服了船上的200名白俄罗斯人并控制了该船。尽管盟军遭遇挫折，一个海军陆战营，即第六皇家海军陆战队轻步兵营，仍于七月底被派往协助英国。

## 最后攻势
1919年8月和9月，德维纳前线的最后两个月，英国和红军之间发生了内战中最激烈的战斗。8月，沿德维纳河发起了一次大规模攻势，试图打击布尔什维克的士气，并在撤退前提高白军的士气。作为其中的一部分，戈罗多克村遭到了袭击。在袭击开始之前，6架英国皇家空军DH.9机、5架DH.9A机和两架索普威思狙击机在两次成功的袭击中向该村庄投掷了3吨炸弹，8月10日，英国飞机还向布尔什维克控制的其他村庄投掷了炸弹。袭击期间，750名布尔什维克战俘被俘，并发现其中一个炮台由德军守卫。塞尔措村也遭到袭击，但布尔什维克的强大防御阻止了英国的任何进展。然而，Kochamika、Jinta、Lipovets 和 Zaniskaya 等村庄几乎没有抵抗就被占领。这次攻势总共导致大约700名红军死亡，被认为是成功的。 此时，在阿尔汉格尔斯以南的铁路前线也发生了行动，8月19日对亚历山德罗瓦定居点进行了袭击。8月24日，一架英国RE8飞机和两架布尔什维克尼乌波特战斗机在皮内加河上空发生了一场空中混战，直到观察者飞了100英里返回基地，而他的飞行员昏迷不醒时，英国飞机才安全返回。9月10日，奥涅加市被夺回。 1919年9月，美国河流部队监测员与布尔什维克炮艇进行了最后一次成功交战。然而，两艘巨炮HMS M25和HMS M27在河流水位下降时无法向下游航行，于1919年9月16日被凿沉，以防止被布尔什维克军队捕获。
9月，盟军在摩尔曼斯克前线发动了最后攻势，旨在消灭布尔什维克军队，使白军在计划撤军后处于有利地位。1918年8月28日，英国皇家海军陆战队第6轻步兵营奉命从布尔什维克手中夺取科伊科里（Койкары）村，作为对东卡累利阿大范围进攻的一部分，以确保英国撤退到摩尔曼斯克。塞尔维亚军队支持英国人试图推进布尔什维克村庄。对村庄的袭击毫无组织性，导致3名海军陆战队员死亡、18人受伤，其中包括亲自领导袭击无效的营长。一周后，B连和C连在一名陆军少校的带领下第二次尝试占领科伊科里，而D连则参与了对乌苏纳村的攻击。英国人在科伊科里再次被击退。陆军少校被杀，两名海军陆战队连长受伤。D连也在乌苏纳周围被布尔什维克军队击退，营副官被狙击手扫射身亡。
第二天早上，面对村庄再次遭受袭击的前景，海军陆战队的一个连拒绝服从命令，撤退到附近的一个友好村庄。结果，该营的93名士兵被送上军事法庭； 13人被判处死刑，其他人被判处重刑。1919年12月，政府在几名议员的压力下撤销了死刑，并大幅减轻了所有被定罪者的刑期。
9月11日至14日，塞尔维亚人和白俄罗斯军队再次发动进攻，但这些袭击也失败了。然而，英国人确实在9月18日成功抵达努尔米斯河，并有9,000名士兵，其中包括6,000名白俄罗斯人，参加了最后的攻势。
9月6日，汉普郡团第2营指挥官舍伍德-凯利中校在《每日快报》上发表了一封公开信，痛斥北俄战役，称英国志愿军被用于进攻行动（尽管他们被告知）他们不会），并且地区白人“傀儡”政府“没有建立在公众信任和支持的基础上”。这封信激起了英国公众和士兵从北俄罗斯撤军的愿望。9月期间，布尔什维克对Bolshie Ozerki发动了几次进攻，虽然第一次被击退，但750名红军于9月15日向该村庄挺进，从四面八方发起进攻，给英国和盟军守军造成重大伤亡。9月22日，随着盟军撤军的进行，英国皇家苏格兰分遣队乘坐四艘渔船经河前往坎达拉克沙，以阻止芬兰布尔什维克针对那里的铁路进行的破坏行动。英军还未登陆就遭到伏击，伤亡惨重，13人死亡、4人受伤。结果，未受反对的布尔什维克摧毁了许多桥梁，暂时推迟了撤离。其中一名死者是来自约克郡奥姆斯比的一名二等兵，于9月26日因伤重不治身亡，他是最后一批在俄罗斯北部阵亡的英国军人。

## 英军撤离

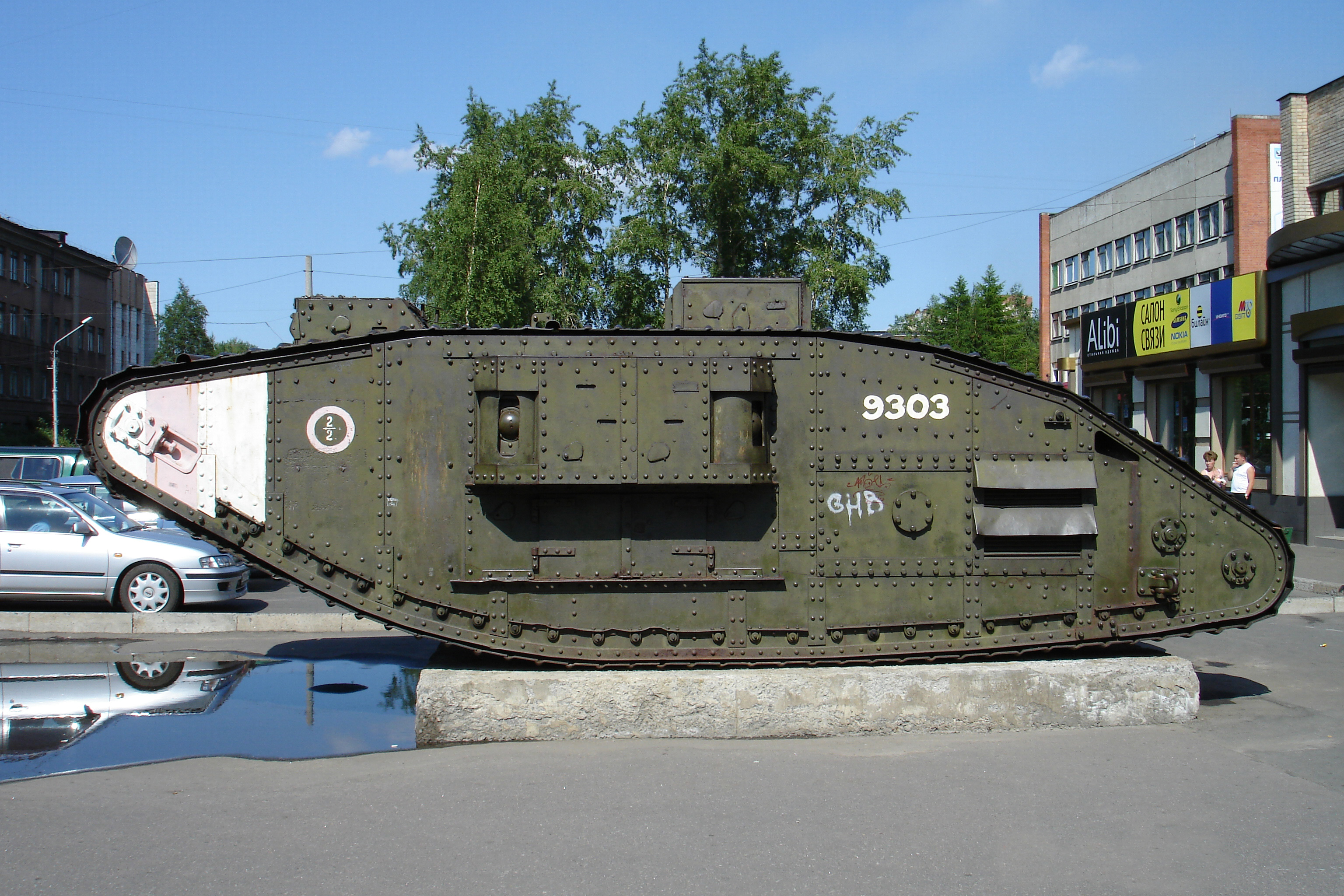
在阿尔汉格尔斯克缴获的英国Mark V坦克 (2006)

支持白俄的国际政策，以及用新任命的战争大臣温斯顿·丘吉尔的话来说，“扼杀布尔什维克国家的诞生”在英国变得越来越不受欢迎。1919年1月，《每日快报》回应公众舆论，转述俾斯麦的言论，惊呼：“东欧的冰冻平原配不上一个掷弹兵的忠骨”。
从1919年4月起，白俄军队无法控制侧翼并发生兵变，导致协约国决定撤离。当俄罗斯炮手保持忠诚时，舒苏加的英国军官幸运地逃脱了。许多西方军事顾问被投向布尔什维克的白人叛乱分子杀害。布尔什维克无意让英国人不战而逃，并于9月6日恢复对英国阵地的攻击。战斗发生在科德马、伊万诺夫斯卡亚、普切加和丘季诺瓦等村庄，81名红军被杀，99人被俘。 红军总共有163人在攻势中阵亡，而英军则只有1人死亡。接下来的一周，布尔什维克继续攻击英军防线并快速推进，在普莱斯和舒顺加发生了冲突。随后，袭击者被确认为由平民游击队和逃兵组成的联合部队，他们于7月7日叛变并从英国防线投奔布尔什维克。此时，英军已开始撤至阿尔汉格尔斯克，为撤离北俄罗斯做好准备。
英国陆军部派遣亨利·罗林森将军前往俄罗斯北部，负责指挥从阿尔汉格尔斯克和摩尔曼斯克的撤离。罗林森将军于8月11日抵达。
1919年9月27日上午，最后一支盟军部队从阿尔汉格尔斯克出发，10月12日，摩尔曼斯克被放弃。

## 阿尔汉格尔斯克铁路和美军撤离
美军驾驶的装甲列车沿阿尔汉格尔斯克铁路沿线进行了小规模行动，以保持对红第七军的撤退线畅通，撤退线最南至奥涅加湖和东部的雍察河。美国人出发前进行的最后一场重大战役于1919年3月31日至4月4日在大奥泽尔基进行。
美国任命威爾茲·P·理察森准将担任美军司令，负责组织从阿尔汉格尔斯克的安全撤军。1919年4月17日，理查森和他的幕僚抵达阿尔汉格尔斯克。到6月底，大部分美军已启程回国，到1919年9月，远征队的最后一名美国士兵也离开了俄罗斯北部。

## 后果
白俄北方军独自面对红军。由于纪律不严，他们根本不是红军的对手，并在1919年12月布尔什维克发动反攻时迅速崩溃。
1920年2月，许多士兵投降，残部部队从阿尔汉格尔斯克撤离。1920年2月21日，布尔什维克进入阿尔汉格尔斯克，1920年3月13日，他们占领摩尔曼斯克。白北部地区政府不复存在。俄罗斯北部白人指挥官尤金·米勒坚持到了最后，当红军进入阿尔汉格尔斯克时，他与包括格里戈里·卓别林在内的其他一些白軍军官乘坐破冰船逃亡。他们逃往法国，米勒后来被布尔什维克抓获并于1939年被处决。

## 紀念
1927年，俄罗斯革命十週年之际，在摩尔曼斯克建立了建构主义风格的干预受害者纪念碑。直到2025年它仍然存在。

## 虛構作品的活动
- 两个虚构的电视人物与英国远征军并肩作战： 《船来时（英语：When the Boat Comes In）》中的杰克·福特（在摩尔曼斯克扮演情报官员）和《斯特普托与儿子（英语：Steptoe and Son）》中的阿尔伯特·斯特普托。
- 该行动在亚历山大·富勒顿（英语：Alexander Fullerton）的小说《看看狼群（英语：Look to the Wolves）》和《血色日落（英语：Bloody Sunset）》中都有出现。
- 1990年的电影《大天使（英语：Archangel (1990 film)）》是一部超现实主义剧情片，以1919年战争期间的“大天使”为背景。
- 在约翰·劳顿（英语：John Lawton (author)）的小说《然后我们占领柏林（英语：Then We Take Berlin）》（2013）中，拉达·柳博娃伯爵夫人提到（根据小说中二战后英国的情况），她“在大天使附近的英军战线处回头……”真是愚蠢。 ’”并且“与捷克军团的残部一起穿越了西伯利亚……‘没有多少人能再次回家。’”

## 笔记
1. ↑  590 in Murmansk sector, 274 in Archangel sector
2. ↑  The British 6th Battalion Royal Marines Light Infantry (RMLI) was scratched together from a company of the Royal Marine Artillery and companies from each of the three naval port depots. Very few of their officers had seen any land fighting. Their original purpose had been only to deploy to Flensburg to supervise a vote to decide whether northern Schleswig-Holstein should remain German or be given to Denmark. Many of the Marines were less than 19 years old; it would have been unusual to send them overseas. Others were ex-prisoners of war who had only recently returned from Germany and had no home leave. There was outrage when on short notice, the 6th Battalion was shipped to Murmansk, Russia, on the Arctic Ocean, to assist in the withdrawal of British forces. Still not expecting to have to fight, the battalion was ordered forward under army command to hold certain outposts.
3. ↑  Two companies of the 45th Battalion and one of the machine gun companies were composed mainly of Australian volunteers who were veterans of the Western Front: about 200–300 former members of the Australian Imperial Force.